# Hemileuca annulata
Hemileuca annulata är en fjärilsart som beskrevs av Ferguson 1971. Hemileuca annulata ingår i släktet Hemileuca och familjen påfågelsspinnare. Inga underarter finns listade i Catalogue of Life.